# Safsaf
Pour les articles homonymes, voir Safsaf.
Safsaf est une commune de la wilaya de Mostaganem en Algérie.

## Toponymie
ⵜⴰⴼⵙⴰ  [tafsa] raifort.

## Démographie
Selon le recensement général de la population et de l'habitat de 2008, la population de la commune de Safsaf est évaluée à 13 980 habitants contre 12 492 en 1998.